# Boulengerochrominae
A Boulengerochrominae alcsalád a sugarasúszójú halak (Actinopterygii) osztályába, a sügéralakúak (Perciformes) rendjébe, a Cichlidae családba tartozik.
Cichlidae (Teleostei: Perciformes)
- Boulengerochrominae
- Boulengerochromis
  - Boulengerochromis microlepsis  (Boulenger, 1899)

## Előfordulása
Afrika, Tanganyika-tó. Endemikus faj.